# آنتنا ۳
آنتنا ۳ (اسپانیایی: Antena 3‎) یک کانال تلویزیونی اسپانیایی است.